# Trini Trimpop
Trini Trimpop, nom de scène de Klaus-Peter Trimpop (né le 10 juin 1951 à Kierspe) est un musicien rock et cinéaste allemand.

## Biographie
À la fin des années 1970, Trimpop est membre du groupe KFC. Pendant ce temps, il fait les premiers petits films sur Super 8 (Blitzkrieg Bop). Trimpop est nommé pour le film Humanes Töten pour le prix Max Ophüls en 1981. Pour Decoder (1984), il est scénariste et producteur. Trini Trimpop reprend des vidéos de concert de ZK.
En 1982, Trimpop est batteur et membre fondateur du groupe Die Toten Hosen et est impliqué comme interprète et auteur-compositeur des deux premiers albums Opel-Gang en 1983 et Unter falscher Flagge en 1984. Après son départ en 1985, Trimpop est manager du groupe de 1986 à 1992. De 1994 à 1998, avec le journaliste et musicien Hilko Meyer, il présente le magazine musical Keynote sur Kanal 4. En 2006, le premier CD de son projet musical Makrosoft sort.
Jusqu'en 1999, Trini Trimpop possède une collection de voitures de tuning qu'il met en location avec la société Trini Trimpop's Dreamcars à des sociétés de production audiovisuelle de cinéma et de télévision. Après 1999, Trimpop est pigiste pour la maison d'édition sur l'automobile Filmauto.de.
Son premier roman Exzess All Areas est publié en 2011 chez Gonzo Verlag.

## Filmographie
- 1977 : Muscha (de)/Trini Trimpop : Blitzkrieg-Bop
- 1978 : Muscha/Trini Trimpop : Suicide
- 1979 : Muscha/Trini Trimpop: Mirakel Wip
- 1980 : Muscha/Trini Trimpop: Humanes Töten
- 1981 : Trini Trimpop: Die Schlacht an der Hasenheide
- 1984 : Decoder
- 1984 : Japlan (documentaire, participation)
- 1989 : 3 Akkorde für ein Halleluja (de) (documentaire sur Die Toten Hosen)
- 2010 : Stefan Dettl (de) : Rockstar (réalisation du clip)
- 2012 : Nichts als die Wahrheit – 30 Jahre Die Toten Hosen (documentaire, participation)
- 2015 : B-Movie: Lust & Sound in West-Berlin 1979–1989 (documentaire, participation)